# Albertus de Jong
Albertus de Jong (Rotterdam, 12 september 1869 - Rotterdam, 22 november 1948) was een Rotterdams anti-revolutionair docent, advocaat, journalist en politicus.
Albertus de Jong was een zoon van de winkelier Albertus de Jong en Jenneke Pas, en ging na de m.u.l.o. naar het Erasmiaansch Gymnasium in Rotterdam en studeerde vervolgens theologie (kandidaats, tot 1897) en rechten (tot 1902) aan de VU en rechtswetenschap aan de Gemeentelijke Universiteit van Amsterdam, waar hij in oktober 1902 promoveerde op dissertatie. Tijdens zijn studies rechten doceerde De Jong godsdienst en Hebreeuws in Amsterdam.
Vanaf 1901 was De Jong gemeenteraadslid van Rotterdam, wat hij tot 1941 zou blijven. Na zijn promotie was hij korte tijd advocaat en procureur in de havenstad. Daarbij werkte hij samen met Adriaan Slob. Samen waren ze ook betrokken bij de oprichting van de protestants-christelijke krant De Rotterdammer, waar De Jong in 1903 hoofdredacteur-directeur werd.
In 1908 werd hij bestuurslid van de Bond van anti-revolutionaire gemeenteraadsleden, en in 1909 werd hij in de Tweede Kamer der Staten-Generaal gekozen. Als hoofdredacteur van De Rotterdammer speelde hij een belangrijke rol in de oppositie tegen de wijze waarop Abraham Kuyper vorm gaf aan het leiderschap van de Anti-Revolutionaire Partij. Hij sprak in de Kamer onder meer over de lintjesaffaire waarbij Kuyper werd beschuldigd een koninklijke onderscheiding te hebben 'verkocht' in ruil voor een donatie aan de partijkas.
Hij nam in de Kamer, en bij De Rotterdammer, weer ontslag in juni 1910 toen hij tot wethouder werd gekozen na de uitbreiding van het College van Burgemeester en Wethouders. Hij zou 25 jaar wethouder blijven, waarvan vijf jaar tevens lid van de Provinciale Staten van Zuid-Holland. In 1928 was hij enkele maanden waarnemend burgemeester na het overlijden van Johannes Wytema.
In 1927 werd De Jong benoemd tot Ridder in de Orde van de Nederlandse Leeuw.
- Biografisch Portaal: 73092711
- Parlement.com: vg09ll204ezi